# پوپک بسامی
پوپک بسامی (زاده ۴ اسفند ۱۳۷۰، کرمانشاه - ) وزنه‌بردار زن ایرانی است. وی هم‌اکنون ساکن تهران است.
وی به همراه ابریشم ارجمندخواه، الهام حسینی، پریسا جهانفکریان، اعضای نخستین تیم ملی وزنه‌برداری زنان ایران اعزامی به مسابقات جهانی را تشکیل دادند.
وی در مسابقات قهرمانی آسیا رتبهٔ چهارم در گروه B وزن ۵۵ کیلوگرم را کسب کرد.
بسامی عضو تیم ملی وزنه‌برداری زنان ایران اعزامی به مسابقات قهرمانی وزنه‌برداری جهان ۲۰۱۹ است.(به همراه ابریشم ارجمندخواه، الهام حسینی، پریسا جهانفکریان). این برای نخستین بار است که تیم زنان ایران در مسابقات جهانی این رشته شرکت می‌کند.

## زندگی
وی در ابتدا به مدت ۴ سال عضو تیم بسکتبال کرمانشاه بود. نکته جالب در مورد بسامی این است که او با وجود اینکه قد بلند نیست اما به دلیل چابکی و فیزیک بدنی مناسب در لیگ بسکتبال زنان ایران به میدان رفته‌است. او در سال‌های گذشته در تیم‌های آناهیتا بنا کرمانشاه در لیگ دسته اول و معراج کرمانشاه در سوپر لیگ بسکتبال بانوان بازی می‌کرد و زیر نظر الهه دارستانی مربی تیم ملی بسکتبال ۳ نفره ایران در  بازی‌های المپیک تابستانی جوانان ۲۰۱۸ مشغول به فعالیت بوده‌است. سپس از طریق یکی از دوستان خود متوجه راه‌اندازی رشته وزنه‌برداری زنان می‌شود و مشتاق فعالیت در این رشته می‌شود.

## نتایج (به تفکیک مسابقات)

### مسابقات قهرمانی وزنه‌برداری آسیا ۲۰۱۹
بسامی در یک ضرب ابتدا وزنه ۵۵ کیلوگرم را نتوانست مهار کند و در حرکت دوم موفق شد این وزنه را با موفقیت بالای سر ببرد. وی در حرکت سوم موفق به مهار وزنه ۵۸ کیلوگرمی شد. بسامی در دوضرب وزنه‌های ۷۵، ۸۰ و ۸۵ کیلوگرم را بالای سر برد. پوپک بسامی با رکورد ۵۸ یک ضرب، ۸۵ دوضرب و مجموع ۱۴۳ کیلوگرم در میان پنج نفر گروه B چهارم شد. در رده‌بندی نهایی این وزن به رتبه ۱۲ دست یافت. (از بین ۱۴ ورزشکار)

### مسابقات قهرمانی وزنه‌برداری جهان ۲۰۱۹
بسامی در گروه D دسته ۵۵ کیلوگرم بانوان مسابقات قهرمانی بزرگسالان جهان در تایلند، توانست دو رکورد ملی را ارتقا دهد. وی اولین وزنه‌بردار بانوی ایرانی تاریخ وزنه‌برداری بود که در مسابقات قهرمانی جهان شرکت کرد.
این ملی پوش کشورمان در حرکت یکضرب موفق به ارتقای ۲ کیلویی رکورد ملی شد. وی وزنه‌های ۶۴ ،۶۹ و ۷۲ کیلو را با موفقیت بالای سر برد. بسامی در حرکت دوضرب با موفقیت ۸۲ و ۸۶ کیلوگرم را بالای سر برد اما در مهار ۹۱ کیلوگرم ناکام ماند. این ورزشکار دسته ۵۵ کیلوگرم در مجموع، رکورد ۱۵۸ کیلو را به ثبت رساند که باعث ارتقای یک کیلویی رکورد ملی شد.
پوپک بسامی در گروه D دسته ۵۵ کیلوگرم در نهایت با ثبت رکورد ۷۲ یک ضرب، ۸۶ دوضرب و مجموع ۱۵۸ کیلوگرم ششم شد.
با برگزاری رقابت‌های گروه‌های A، B و C  در دسته ۵۵ کیلوگرم،پوپک بسامی در جایگاه سی و هفتم مسابقات قهرمانی جهان در تایلند قرار گرفت.او توانست ۲ کیلوگرم رکورد ملی را در این رقابت‌ها جا به جا کند و نسبت به مسابقات قهرمانی بزرگسالان آسیا که برای نخستین بار در آن حضور یافت، ۱۵ کیلوگرم رکورد خود را بهبود بخشید.
اما جایگاه اول این دسته از آن «لیائو کیوون» از چین با رکورد ۹۸ کیلوگرم یک ضرب، ۱۲۹ کیلوگرم دوضرب و مجموع ۲۲۷ کیلوگرم است. وی همچنین  توانست در دوضرب با مهار وزنه ۱۲۹ کیلوگرم رکورد جهان را یک کیلوگرم ارتقا دهد.«لیائو کیوون» در مسابقات قهرمانی وزنه‌برداری آسیا ۲۰۱۹ در مجموع ۲۲۴ کیلوگرم به مدال طلا دست یافت.جایگاه دوم این دسته به «ژانگ وانکیونگ» از چین با رکورد ۹۹ کیلوگرم یک ضرب، ۱۲۳ کیلوگرم دوضرب و مجموع ۲۲۲ کیلوگرم تعلق دارد. «ژانگ وانکیونگ» در مسابقات قهرمانی وزنه‌برداری جهان ۲۰۱۸ با مجموع ۲۲۵ کیلوگرم به مدال برنز دست یافت.«هایدیلین دیاز» از فیلیپین با رکورد ۹۳ کیلوگرم یک ضرب، ۱۲۱ کیلوگرم دوضرب و مجموع ۲۱۴ کیلوگرم کیلوگرم در جایگاه سوم این دسته قرار گرفت.
در رقابت های وزنه برداری به شرکت کنندگان تا رتبه ی (بیست و پنجم) امتیاز داده می شود. فرد اول 28 امتیاز در هر لیفت و 28 امتیاز برای نتیجه ی مجموع حرکات و به نفر بیست و پنجم فقط یک امتیاز برای هر لیفت و 1 امتیاز هم برای رده بندی مجموع یکضرب و دوضرب.

## خلاصه نتایج
| سال                             | محل برگزاری                     | وزن                             | یک‌ضرب (ک‌گ)                      | یک‌ضرب (ک‌گ)                      | یک‌ضرب (ک‌گ)                      | یک‌ضرب (ک‌گ)                      | دوضرب (ک‌گ)                      | دوضرب (ک‌گ)                      | دوضرب (ک‌گ)                      | دوضرب (ک‌گ)                      | مجموع                           | رتبه                            |
| سال                             | محل برگزاری                     | وزن                             | ۱                               | ۲                               | ۳                               | رتبه                            | ۱                               | ۲                               | ۳                               | رتبه                            | مجموع                           | رتبه                            |
| مسابقات قهرمانی وزنه‌برداری جهان | مسابقات قهرمانی وزنه‌برداری جهان | مسابقات قهرمانی وزنه‌برداری جهان | مسابقات قهرمانی وزنه‌برداری جهان | مسابقات قهرمانی وزنه‌برداری جهان | مسابقات قهرمانی وزنه‌برداری جهان | مسابقات قهرمانی وزنه‌برداری جهان | مسابقات قهرمانی وزنه‌برداری جهان | مسابقات قهرمانی وزنه‌برداری جهان | مسابقات قهرمانی وزنه‌برداری جهان | مسابقات قهرمانی وزنه‌برداری جهان | مسابقات قهرمانی وزنه‌برداری جهان | مسابقات قهرمانی وزنه‌برداری جهان |
| ------------------------------- | ------------------------------- | ------------------------------- | ------------------------------- | ------------------------------- | ------------------------------- | ------------------------------- | ------------------------------- | ------------------------------- | ------------------------------- | ------------------------------- | ------------------------------- | ------------------------------- |
| ۲۰۱۹                            | پاتایا, تایلند                  | ۵۵ ک‌گ                           | ۶۴                              | ۶۹                              | ۷۲                              | ۳۸                              | ۸۲                              | ۸۶                              | ۹۱                              | ۳۸                              | ۱۵۸                             | ۳۷                              |